# Динамометр

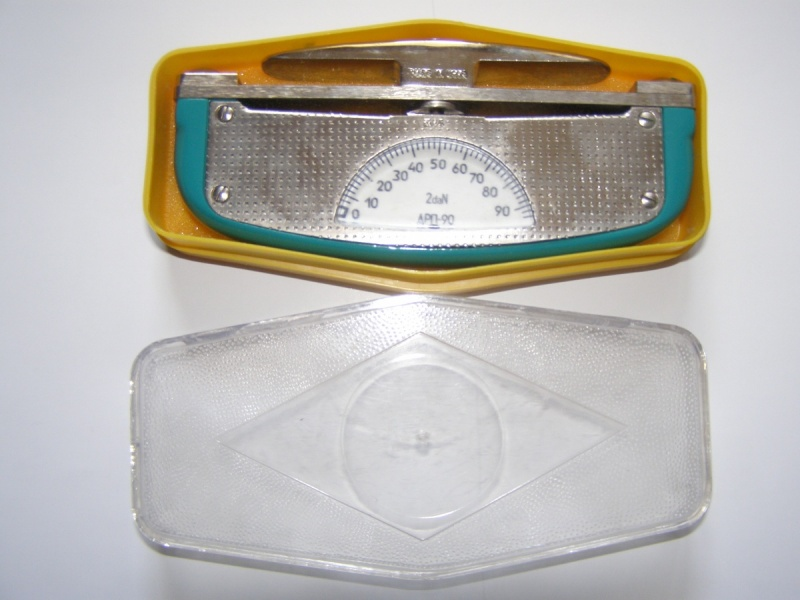
Кистьовий динамометр

Динамометр (англ. dynamometer; нім. Dynamometer n, Kraftmeßgerät n) — прилад для вимірювання сили або моменту сил. У маркшейдерській справі динамометр застосовують при вимірюваннях довжин ліній дротами, стрічками і рулетками для забезпечення їх натягу.

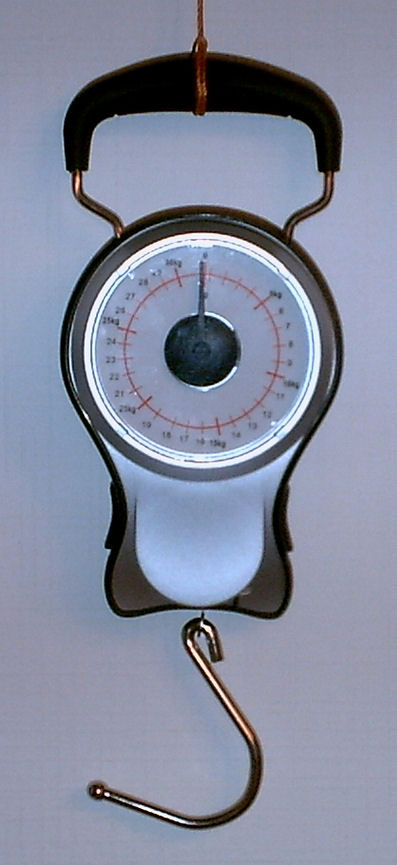
Пружинна вага

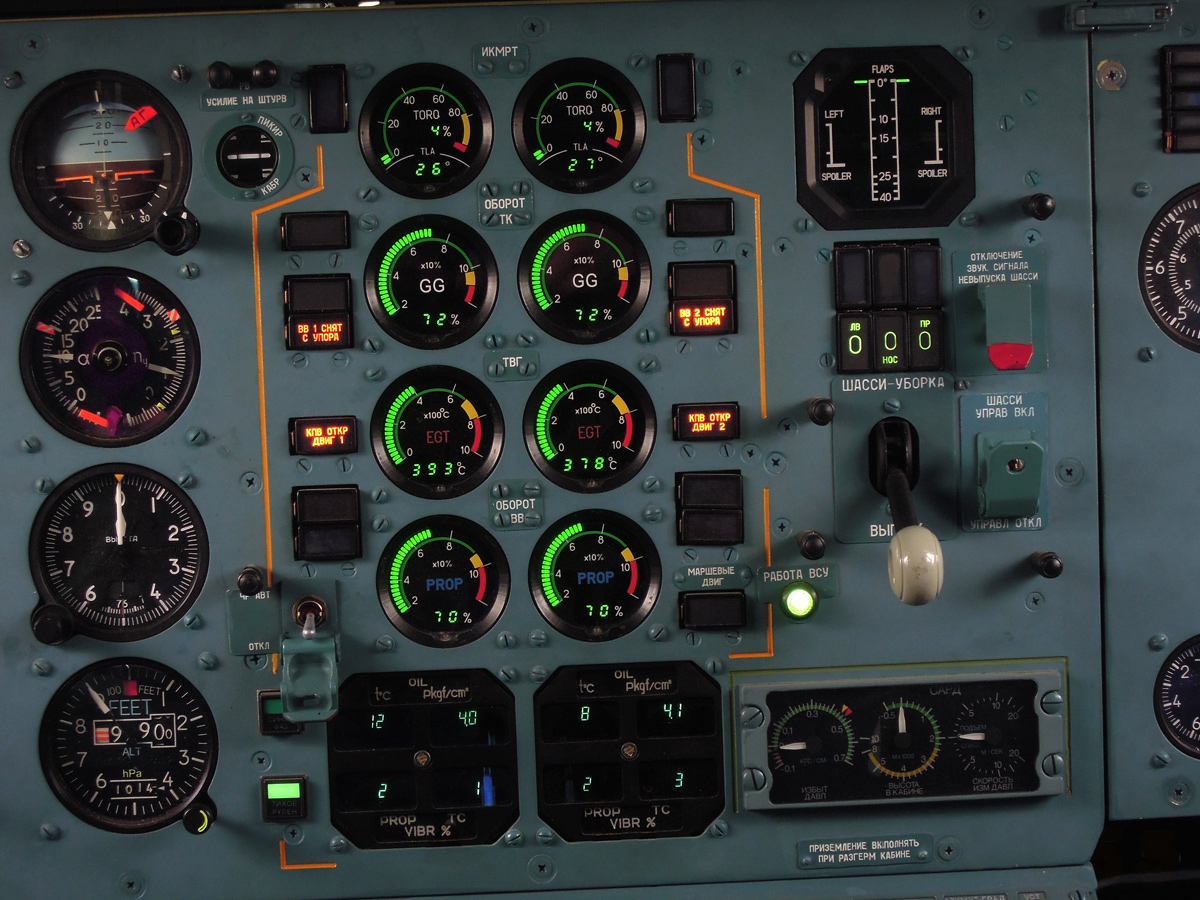
Приладова панель літака Ан-140, верхня пара приладів — ВКМ двигунів, 4 % — крутний момент на мінімальному режимі («Тихе кермування»)

У силовій ланці динамометра вимірюване зусилля викликає деформацію, яка безпосередньо або через передачу пепедається відліковому пристрою. Динамометрами можна вимірювати зусилля від часток ньютонів (Н, часток кгс) до 20 МН (2000 тс). За принципом дії розрізняють динамометри механічні (пружинний або важільний), гідравлічні та електронні. Іноді в одному динамометрі використовують два принципи.

## Історія створення приладу
Перший динамометр створив англійський майстер Джордж Грем та вдосконалив англійський учений Джоном Дезаґульє в 1710-х роках.
Серед перших приладів для вимірювання сили були ваги, перше зображення яких надруковано 1726 року.
Близько 1830 року Сальтер запропонував зручніший пристрій: для вимірювання сили в ньому використано пружину, яка розтягувалася вантажем. Ще раніше Реньє винайшов динамометр із циферблатом, у якому використано кільцеподібно-замкнуту пружину. Пізніше винайдено натиск Проні і динамометри Томсона, Геффнер-Альтенека, Броуна і Межі.

## Принцип дії
Існує кілька типів динамометрів: механічні динамометри (важільні і пружинні), а також гідравлічні та електричні.

### Механічний динамометр
Існує два види механічних динамометрів: пружинний і важільний. У пружинному динамометрі сила або момент сили передається пружині, яка, залежно від напрямку сили, стискається або розтягується. Величина пружної деформації пружини пропорційна прикладеній силі і реєструється. У важільному динамометрі дія сили деформує важіль, величина деформації якого потім реєструється.

### Гідравлічний динамометр
Дія гідравлічного динамометра ґрунтується на витисканні вимірюваною силою рідини із циліндра. Під тиском рідина надходить по трубці до записувального апарату або датчика і реєструється. Гідравлічний динамометр використовують як вимірювач крутного моменту (ВКМ) двигуна турбогвинтового літака, його дані використовують для оцінення роботи двигуна, а також для автоматичного флюгування гвинта за відмови двигуна. ВКМ можна виконати у вигляді декількох циліндрів, що утримують корпус планетарного редуктора гвинта від провертання — тиск, необхідний для утримання, є функцією крутного моменту, такий ВКМ входить до складу редуктора двигуна АІ-20 і багатьох інших. У редукторі ж двигуна НК-12 бомбардувальника Ту-95 і транспортного літака Ан-22, який рухає співвісні гвинти, розмістити такий ВКМ ніде, тому там ВКМ виконано як щілину в одному з валів: завдяки скручуванню вала змінюється витрата масла через щілину, що і є вихідною величиною для ВКМ.

### Електричний динамометр
Електричний динамометр складається з датчика, який перетворює деформацію від дії сили на електричний сигнал, і додаткового датчика, який підсилює і записує електричний сигнал першого датчика. Для перетворення сили або моменту сили на деформацію використовують індуктивні, п'єзоелектричні, тензорезисторні і вібраційно-частотні давачі опору. Під дією сили давач деформується і струми моста опору змінюються. Сила електричного сигналу прямо пропорційна деформації елемента і в підсумку силі впливу. Другий давач підсилює сигнал і записує його для подальшої обробки.

## Приклади повсякденного використання
У повсякденному житті прилад використовують для вимірювання сили стиснення стулок систем автоматичного закривання, наприклад, дверей автобуса, трамвая, вагона поїзда, метро, а також дверей пасажирських і вантажних ліфтів, гаражних воріт, автомобільних вікон, зсувних люків на даху тощо. Оскільки всі ці системи можуть, у разі неправильного юстування, стати причиною травм, розроблено і впроваджено технічні норми, що визначають граничні значення сил стиску в системах закривання. Ці норми обов'язкові у всіх країнах Європейського Союзу, а також використовуються у США, Японії, Китаї, Саудівській Аравії, Австралії та інших країнах світу.